# Štefan III. Ogrski
Štefan III. (madžarsko III. István , hrvaško Stjepan III), hrvaški in  ogrski kralj, vladal med 1162in 1172, * 1147 † 04. marec 1172),  pripadnik dinastije Árpádovcev. 
Štefan je bil najstarejši sin kralja  Géze II. Po Gézini smrti je bizantinski cesar Manuel nadaljeval z napadi na Ogrsko in proti Štefanu III. podprl  njegova strica (brata umrlega Géze II.), ki sta se tudi sama dala kronati. Najprej si je krono v letih 112-1163 lastil Ladislav II., Z utemeljitvijo, da je Štefan še mladoleten, se je Ladislav povezal z Bizancem. Kot protikralj je bil kronan že poleti 1162 s strani nadškofa v Kaloči, ki ga je esztergomski nadškof kot papeški legat zaradi tega izobčil. Toda protikralj je 14. januarja 1163 umrl, še preden je uspel odstraniti Štefana. Že 17. januarja se je s pomočjo Bizantincev za novega kralja oklical Štefan IV. Čeprav so tega protikralja sile Štefana III. s pomočjo nemške vojske že kmalu premagale, je leta 1164 posredoval Bizanc in osvojil Dalmacijo in Hrvaško, med tem, ko so Štefanove sile s podporo Čehov in Nemcev obvladale Srem. Teh naprezanj je bilo konec leta 1065, ko so protikralja zastrupili v Zemunu.
Ker se je Štefan obdržal, je Manuel ubral drugo taktiko- Štefanu je v zameno za priznanje kraljevskega naslova predlagal, da mu preda mlajšega brata Bélo, ki je bil tedaj vojvoda Hrvaške in Dalmacije.  Da bi preprečil silovito invazijo Bizantincev na Hrvaško in Madžarsko, je Štefan III. tej zahtevi ustregel in se odrekel Bélini dediščini- Hrvaški in Dalmaciji. V resnici pa se Štefan tem ozemljem ni hotel odreči in se je celo odpravil v Dalmacijo, da bi tam utrdil svoj položaj. Manuel je leta 1164 preko Srema vpadel na Ogrsko in prisilil Štefana, da se ponovno zaveže spoštovati dogovor, nato pa je Manuel z vojsko poleg Hrvaške in Dalmacije zavzel še Bosno, z drugo vojsko pa Srem. Leta 1166 se je Štefan ponovno uprl Bizancu. Čeprav povezan z Benečani, ki so krepitev Bizanca spremljali z nejevoljo, in čeprav je ponovno uspel zavzeti Srem, Hrvaško in Dalmacijo, pa ga je Bizanc leta 1167 odločilno porazil pri Zemunu, tako da je Štefan Manuelu odstopil del Dalmacije, Bosno in Srem. To je bil hud udarec predvsem za hrvaško kraljestvo: od hrvaških dežel je Štefan poleg večjega dela stare Slavonije zadržal le Dalmacijo zahodno od Krke. Mesta Zadar, Trogir ter otoke Brač, Hvar in Vis pa so še vedno obdržali Benečani. Štefan je leta 1172 umrl brez živih dedičev.